# Real Gone Woody
Real Gone Woody (O Trio Amoroso, em português) é um curta-metragem da série Pica-Pau, criado por Walter Lantz em 1954.

## Sinopse
É a primeira aparição de  Paulina, a namorada do Pica-Pau. Zeca Urubu e Pica-Pau são convidados para ir ao baile com ela, mas quando ambos chegam à casa de Paulina começam a brigar, e esta manda parar com a briga, senão ela não ia sair com nenhum de ambos. E então, ela sugere para que os três saíssem juntos. Zeca e Pica-Pau disputam quem leva Paulina para o baile de carro. Zeca diz que ele e Paulina vão em seu carro, mas Pica-Pau diz que só se ele deixar que dá um golpe de judô em Zeca Urubu e leva Paulina para o baile. No baile, eles dançam e chega Zeca Urubu para dispor o Pica-Pau para dançar com Paulina. E então, Zeca a leva para um Inn Drive pedir um banana split para ele, e uma Frappé para Paulina. E no final, Paulina sai com o cantor que ela encontrou no baile, e deixa os dois chorando.

## Elenco

### Versão Americana
- Pica-Pau: Grace Stafford
- Zeca Urubu/Cantor: Dal McKennon
- Paulina: June Foray

### Versão Brasileira
- Pica-Pau: Garcia Júnior
- Paulina: Cecília Lemes
- Zeca Urubu: Borges de Barros
- Cantor: Garcia Neto

## Curiosidades
- Este foi o segundo episódio em que o Pica-Pau e o Zeca Urubu terminam derrotados no final. O primeiro foi Alley to Bali, também de 1954.